# Hervé de Charette
Hervé de Charette (nascido a 30 de julho de 1938 em Paris) é um político centrista francês. É descendente do líder militar monárquico François de Charette e do rei Carlos X de França. Membro da União para a Democracia Francesa (UDF), foi eleito deputado pela primeira vez em 1986 como representante do departamento de Maine-et-Loire.
Durante a primeira coabitação, de 1986 a 1988, foi Ministro da Função Pública, depois, na segunda, de 1993 a 1995, como Ministro da Habitação.
Na UDF, manteve-se fiel ao líder Valéry Giscard d'Estaing. Tal como ele, e ao contrário da maioria dos políticos da UDF, apoiou a candidatura vencedora de Jacques Chirac nas eleições presidenciais de 1995 e não a do primeiro-ministro Édouard Balladur. Neste, após a campanha, fundou e liderou o Partido Popular para a Democracia Francesa (PPDF), componente da UDF, e desempenhou as funções de Ministro dos Negócios Estrangeiros até à derrota da Maioria Presidencial nas eleições legislativas de 1997. Em 2002, aderiu à União por um Movimento Popular (Union pour un mouvement populaire ou UMP). Em Dezembro de 2009, trocou esta festa pelo Nouveau Centre.